# Barbara Litak-Zarębska
Barbara Litak-Zarębska (ur. 22 kwietnia 1947) – polska urzędniczka państwowa i menedżer, w latach 1999–2001 podsekretarz stanu w Ministerstwie Skarbu Państwa.

## Życiorys
Od początku lat 90. pracowała jako dyrektor rzeszowskiej delegatury Ministerstwa Przekształceń Własnościowych i Ministerstwa Skarbu Państwa. Wchodziła też w skład rady nadzorczej XIII Narodowego Funduszu Inwestycyjnego. Od lutego 1999 do października 2001 pełniła funkcję podsekretarza stanu w tym resorcie, odpowiedzialnego m.in. za prywatyzację bezpośrednią i delegatury. Później od 2001 zajmowała stanowisko szefa oddziału PZU SA w Rzeszowie i następnie w Lublinie. Opublikowała kilka książek poświęconych tematowi reprywatyzacji.